# Simon Friedrich Hahn

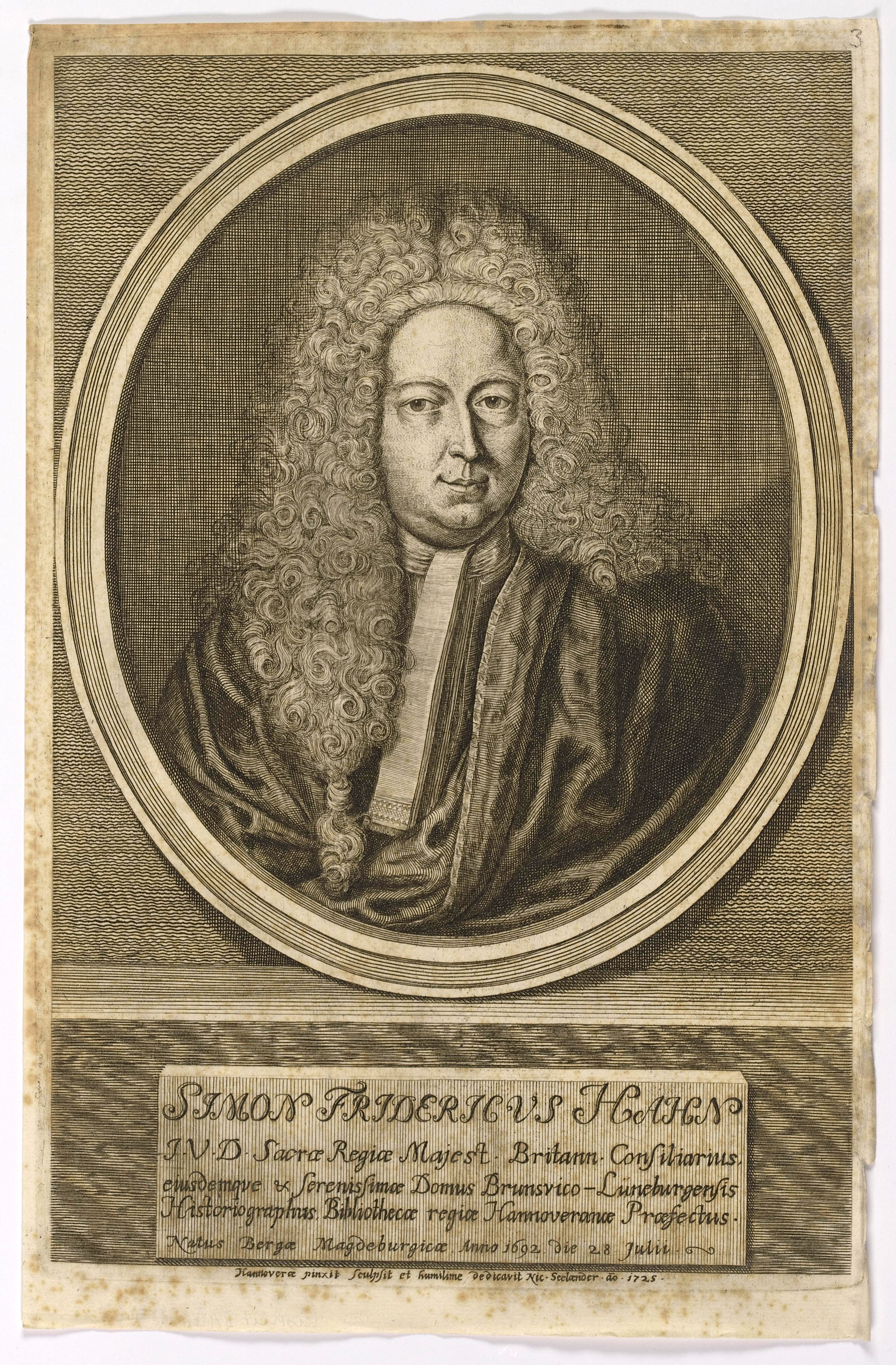
Mit Allongeperücke: Brustbild „SIMON FRIDERICUS HAHN“ als 1725 in Hannover von Nicolaus Seelaender gefertigter Kupferstich

Simon Friedrich Hahn (geboren 28. Juli 1692 im Kloster Berge bei Magdeburg; gestorben 18. Februar 1729 in Hannover) war ein deutscher Historiker, Historiograph, Hochschullehrer und Bibliothekar.

## Leben
Bereits mit 14 Jahren, nachdem sein Vater, ein leitender Beamter in der gräflichen Verwaltung von Burg, ihn auf das Studium vorbereitet hatte, zog Hahn 1707 an die Universität Halle. Dort studierte er hauptsächlich unter den im Streit liegenden Gelehrten Nikolaus Hieronymus Gundling und Johann Peter von Ludewig Geschichte und Publizistik. Der Lehre dieser beiden Professoren wird Hahn bei seinem eigenen Wirken treu bleiben. Nachdem das junge Talent an der Universität erkannt wurde, fing er 1711 an, mit Ausnahmegenehmigung der philosophischen Fakultät, Vorlesungen zu halten, obwohl er noch keine lehrbefähigende Magisterwürde besaß. Diese folgte erst zwei Jahre später.
Schon in seinem 24. Lebensjahr folgte 1717 der Ruf als ordentlicher Professor der Geschichte an die Universität Helmstedt, an der er sieben Jahre verblieb, bevor er 1725 die Berufung als leitender Bibliothekar und Historiograph nach Hannover an die Königliche Öffentliche Bibliothek erhielt, wo er wie schon an der Universität Helmstedt Johann Georg von Eckhart im Amt folgte. Dort verstarb Hahn nach vier Jahren im Amt.

## Werke (Auswahl)
- Oratio de ortu, incrementis ac factis variis antiquissimi clarissimi Coenobii Bergensis. Gensch, Frankfurt am Main 1706. (Digitalisat)
- De medii aevi geographia per Germanos uberius excolenda. Hamm, Helmstedt 1717. (Digitalisat)
- Vollständige Einleitung zu der teutschen Staats Reichs und Kayser Historie und dem daraus fließenden Jure Publico. 4 Bände. Zeitler, Halle und Leipzig 1721–1724. (Digitalisat Band 1), (Band 2), (Band 3), (Band 4)
- Collectio monumentorum veterum et recentiorum. 2 Bände. Meyer, Braunschweig 1724–1726. (Digitalisat Band 1), (Band 2)